# Pollard, Daniel, Booth
Pollard, Daniel, Booth is een studioalbum van drie musici uit de wereld van de elektronische muziek: Brendan Pollard, Michael Daniel en Phil Booth. Het album is opgenomen in Bedford eind maart 2009. Het album bevat elektronische muziek à la begintijd Tangerine Dream en Radio Massacre International, stijl Berlijnse School voor elektronische muziek. Het album heeft drie lange tracks.

## Musici
- Pollard – modulaire synthesizers, mellotron, Rhodes piano
- Daniel – gitaar, synthesizers, mellotron, Rhodes piano
- Booth – synthesizer, SFX.

## Tracks
Drie tracks op basis van improvisatie:
1. Envelopes (30:40)
2. Skaters (10:36)
3. Ladders.(25:30)

Brendan Pollard was lid van Rogue Element.